# 歐洲防衛局
歐洲防衛局（英語：European Defence Agency，EDA)）是歐洲聯盟的一個機構，負責促進共同安全與防衛政策之間的整合，所有的歐盟成員國都參與該機構。

## 任務
歐洲聯盟理事會設立歐洲防衛局是為了「支援成員國和理事會努力提高歐洲在危機管理領域的防衛能力，並維持歐洲安全和防衛政策的現狀和未來的發展。」
總體使命包括三項職責：
- 支援歐盟成員國之間的防衛能力發展和軍事合作。
- 刺激國防研究和技術並加強歐洲國防工業。
- 作為歐盟政策的軍事聯結。